# Florent Latrive
Florent Latrive est un journaliste français, qui a notamment travaillé sur les modifications sociales et culturelles impliquées par l'usage d'Internet et sur les transformations des médias avec le numérique. Il a travaillé pour Libération, avant de prendre la responsabilité des activités numériques de France Culture.

## Biographie
Journaliste à Libération à partir de 1996, il s'est rendu célèbre dans le milieu des logiciels libres grâce à l'ouvrage Du bon usage de la piraterie. En 2014, il est nommé rédacteur en chef adjoint du site du journal.
Il a été coresponsable et rédacteur régulier de la liste de diffusion [escape_l] (fermée en 2006) et du site Biblio du Libre sur "la propriété intellectuelle dans tous ses débats". Responsable et fondateur de Libelabo.fr - la partie audio et vidéo du site Web du quotidien , il a aussi animé un blog intitulé Caveat Emptor, où il commentait les sujets qui lui tiennent à cœur dans l'actualité.
Il devient en 2015 délégué aux nouveaux médias de la radio France Culture, où il met en place une politique d'accès illimité dans le temps au fonds d'archives de la chaîne. 